# Saturday in the Park
Saturday in the Park is een nummer van de Amerikaanse band Chicago uit 1972. Het is eerste single van hun vierde studioalbum Chicago V.
Chicago-zanger Robert Lamm kreeg de inspiratie voor het nummer toen hij in Central Park straatmuzikanten zag zingen, dansen en drummen. Dit was op 4 juli, en Lamm werd helemaal enthousiast van de muzikanten. De melodie van het nummer is gebaseerd op You Won't See Me van The Beatles. "Saturday in the Park" behaalde de 3e positie in de Amerikaanse Billboard Hot 100. Hoewel het in het Nederlandse taalgebied geen hitlijsten bereikte, geniet het er wel bekendheid.